# UTA Pharma Beteiligungen
Die UTA Pharma Beteiligung GmbH ist ein Pharmagroßhändler, der überwiegend im osteuropäischen Raum in den Pharmahandel und Apothekenketten investiert.
Die Finanz- und Management-Holding mit Sitz in Grünstadt im Landkreis Bad Dürkheim gehört zur luxemburgischen Finanzholding Alpha Union Invest (AUI) bei der Dexia Banque Internationale und zur Merckle Unternehmensgruppe des verstorbenen Adolf Merckle.
Sofern die Phoenix Pharmahandel aus wettbewerbsrechtlichen Gründen sich nicht direkt an einzelnen Apotheken in Ungarn und Tschechien beteiligen darf, hat sich die UTA Pharma beteiligt. Darüber hinaus werden auch steuerrechtliche Gründe für diese Beteiligungen vermutet. 
Geschäftsführer war von 1999 bis 2001 Wolfgang Löschner, der auch Vorsitzender des Vorstandes der Pharma Nova RT in Budapest war. 2001 folgte Marko Grünewald, der auch Prokurist der Phoenix Pharmahandel war. Von 2006 bis zur Auflösung 2011 war Wolfgang Wallisch Geschäftsführer.
Ab 1999/2000 kaufte die UTA Pharma (mit damaligem Sitz Eschborn/Ffm.) in Budapest und Ungarn sowie in Tschechien kleinere Apothekenketten und/oder Einzelapotheken auf, in Polen folgten ebenfalls kleinere Aktivitäten. Die Apotheken in Ungarn unter dem Dach der Pharma Nova RT zusammengefasst, die heute mit 140 Filialen und 950 Beschäftigten die größte Apothekenkette ist.
Im Jahre 2001 wurde in Tschechien die Europharm a.s. mit 98 Apotheken und 740 Beschäftigten übernommen. Europharm wurde 1993 durch den österreichischen Großhändler Friedrich Jacoby gegründet. Die UTA Pharma beteiligte sich auch an der Apothekenkette Reginna Pharma.
Anfang 2006 hatte Stefan Pflug als neuer Phoenix-Chef in Polen noch erklärt, dass die Phoenix Group kein Interesse an Apotheken in Polen habe. Im 1. Quartal 2008 kaufte Phoenix jedoch ihre ersten 17 Apotheken in Polen.
Bereits im Geschäftsjahr 2004 erwirtschafteten die UTA Pharma Beteiligungen in Ungarn und Tschechien bereits einen Umsatz von 450 Millionen Euro. Darüber hinaus werden noch einige Polikliniken und Gesundheitszentren betrieben.
Nach dem Tod Merckles wurde das Unternehmen aufgelöst und in die PHOENIX Noweropa Beteiligungs GmbH integriert.